# الملكة باولا من بلجيكا
الملكة باولا (بالإيطالية: Paola)‏ (11 سبتمبر 1937 -)، زوجة ألبير الثاني ملك بلجيكا. ولدت كأميرة روفو دي كالابريا في فورتي دي مارمي في إيطاليا، وكانت الصغرى بين إخوتها وأخواتها السبع في عائلة الأمير الإيطالي فولكو روفو دي كالابريا الطيار والبطل القومي المعروف في الحرب العالمية الأولى، ووالدتها هي الكونتيسة لويزا غازيلي. جدتها من جهة والدها هي لورا موسيلمان من شينوي وكانت بلجيكية الأصل.

## حياتها
عاشت طفولتها وبداية شبابه في روما حيث أتمت هناك دراستها الثانوية، واقترنت بالأمير البلجيكي ألبير (الملك ألبير الثاني بعد ذلك) بتاريخ 2 يوليو 1959، وأنجبا ثلاثة أبناء هم:
- الأمير فيليب (مواليد 15 أبريل 1960)، وهو ولي العهد.
- الأميرة أستريد (مواليد 5 يونيو 1962).
- الأمير لوران (مواليد 19 أكتوبر 1963).

## مهامها الملكية

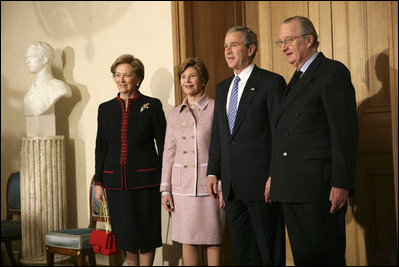
الملك ألبير الثاني وزوجته الملكة باولا يستقبلان الرئيس الأمريكي جورج بوش وزوجته لورا في القصر الملكي في بروكسل في 21 فبراير 2005

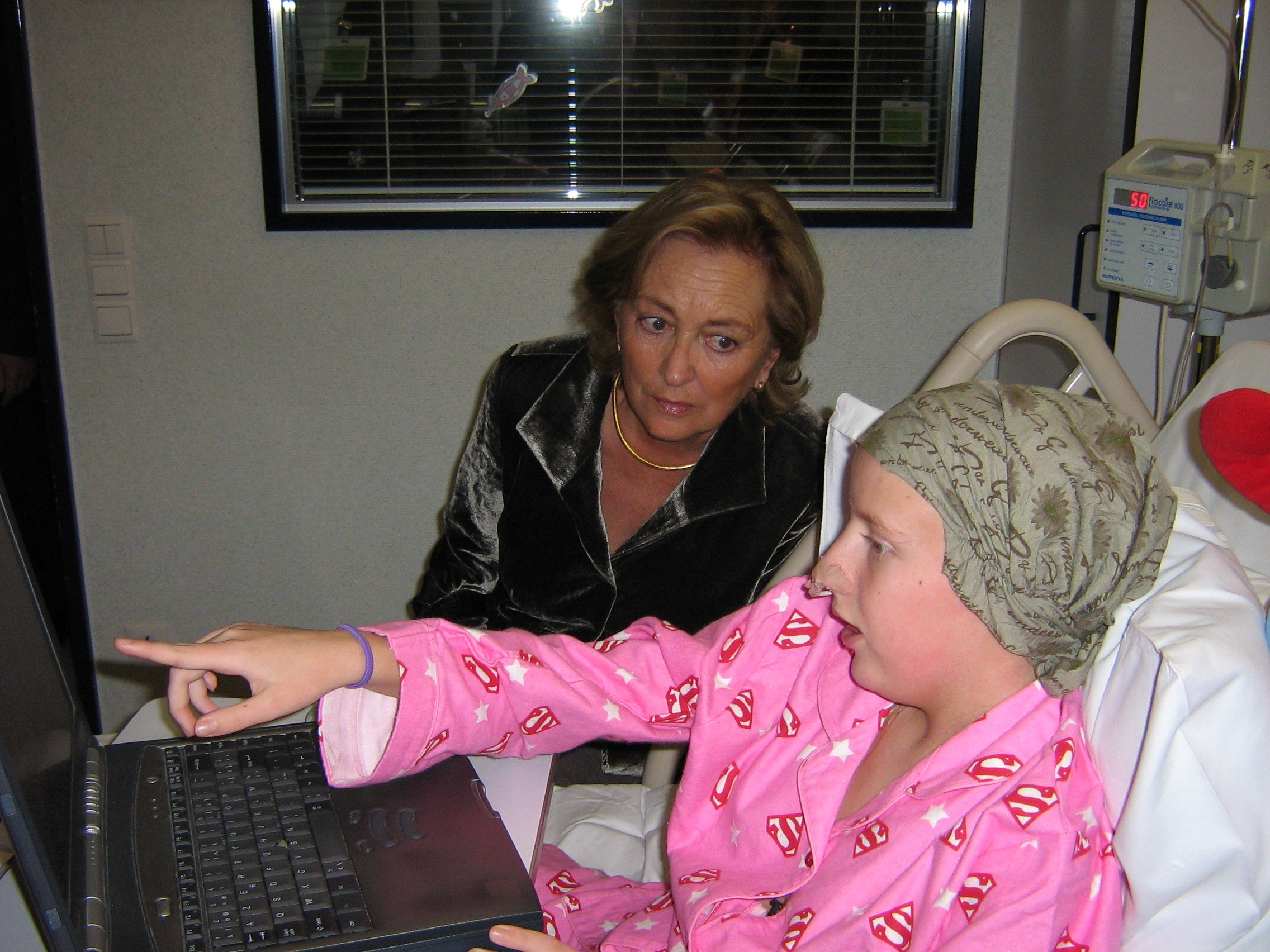
الملكة باولا خلال زيارتها لقسم الأورام في مستشفى باولا للأطفال في أنتفيرب - بلجيكا

لا يطلب الدستور البلجيكي من الملكة أن تقوم بمهام معينة في المجتمع، إلا أن للملكات البلجيكيات عادةً أنشطة مختلفة في الحياة العامة في البلاد. وهكذا تشترك الملكة باولا مع زوجها في الواجبات الموكلة إليه كرأس للمملكة، كقيامهما بالزيارات الدورية للمؤسسات والجمعيات المختلفة في المملكة والحفاظ على قنوات الاتصال مع مختلف طبقات الشعب وإلقاء الخطب والمحاضرات، والقيام بزيارات دولة للبلدان الصديقة واستقبال الوفود الرسمية القادمة منها، هذا إضافة للعديد من الفعاليات في ميادين مختلفة.
إلى جانب اشتراكها مع زوجها بالأنشطة المذكورة آنفاً، تحتفظ الملكة لنفسها أيضاً بحيز من الاهتمامات الاجتماعية والثقافية في المجتمع البلجيكي.